# Ариас Бардоу, Мигель
Мигель Ариас Бардоу (исп. Miguel Arias Bardou; 1841, Асторга — 15 января 1915, Гавана) — кубинский художник испанского происхождения.
Вырос в Бургосе, где поступил на военную службу в испанскую армию. В начале 1860-х гг. был отправлен в составе оккупационного корпуса в Доминиканскую Республику, но после победы там антииспанского восстания 1865 года был эвакуирован на Кубу, где первоначально играл на флейте в военном оркестре. В 1881 году дебютировал как художник на выставке в Матансасе. Работал как сценограф в Гаване (в том числе в театре Ирихоа) и Санта-Кларе, преподавал сценографию в Национальной академии художеств Сан-Алехандро (среди его учеников, в частности, Антонио Родригес Морей). В 1900 году стал одним из соучредителей гаванского театра «Альгамбра». Одновременно работал и как пейзажист.
В 1910 году стал одним из членов-учредителей Национальной академии искусств и литературы.

## Галерея

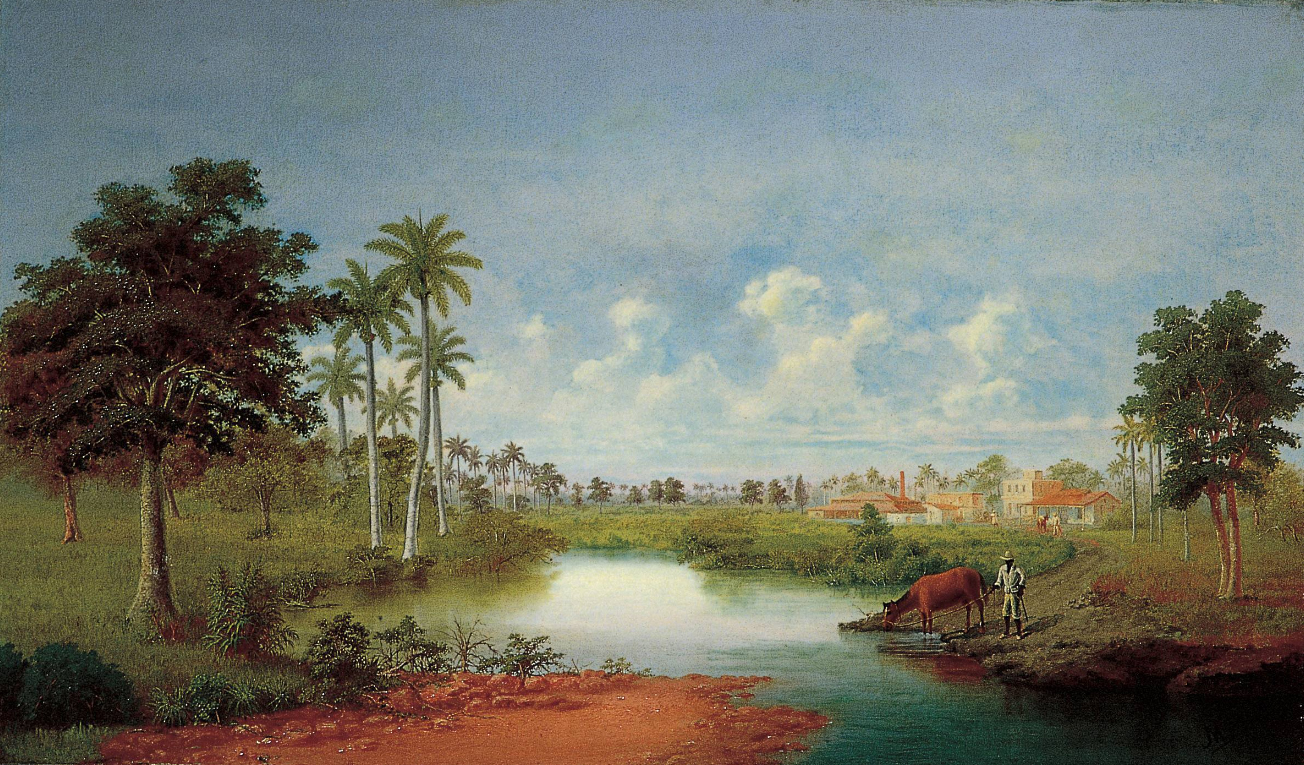
Кубинский пейзаж (1885)
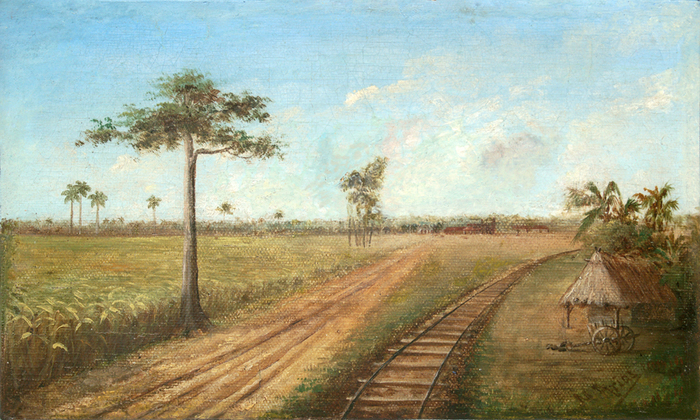
Пейзаж с железной дорогой (1892)
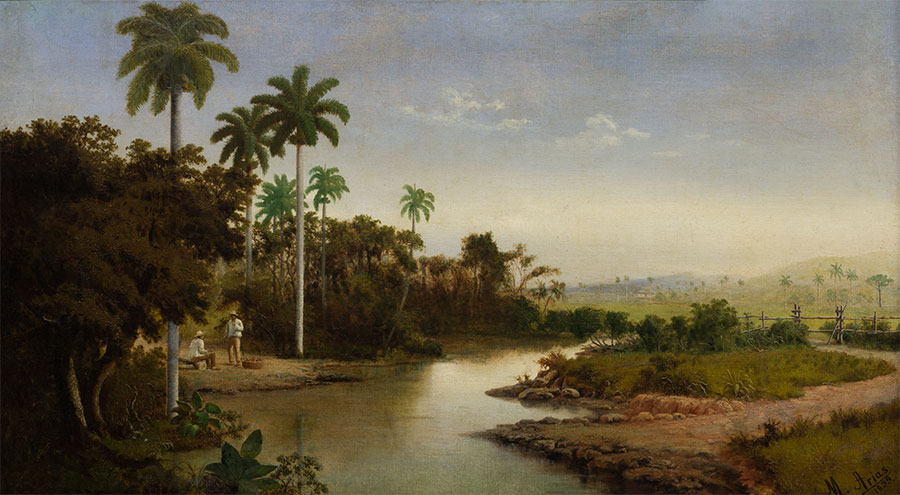
У реки (1899)